# Montse Aguer
Montserrat Aguer i Teixidor (Figueras, Alto Ampurdán, 1963), conocida habitualmente como Montse Aguer, es una experta en la figura de Salvador Dalí, filóloga de formación y directora de los museos de la Fundación Gala-Salvador Dalí desde el 16 de noviembre de 2015.

## Biografía
Nacida en Figueres, donde reside, es licenciada en Filología Catalana. En 1986, de la mano de Antoni Pitxot, conoció a Dalí en la Torre Galatea. Directora del Centro de Estudios Dalinianos de la Fundación Gala-Salvador Dalí, fue comisaria general del Año Dalí 2004. Ha contribuido con eficacia al éxito de un Año internacional que ha permitido conocer los aspectos más destacados de la producción de Dalí, revisando ámbitos menos conocidos o poco valorados, como su valiosa aportación a la escritura. Ha organizado varias exposiciones en nuestro país y en todo el mundo en el entorno de la figura de Dalí y ha publicado trabajos e intervenido en diferentes actos públicos relacionados con la vida y la trayectoria del creador ampurdanés. El 2005 recibió la Cruz de Sant Jordi y el 2012 fue nombrada Patrona del Museo Nacional Centro de Arte Reina Sofía.
El 16 de noviembre de 2015, el Patronato de la Fundación Gala-Salvador Dalí nombró a Montse Aguer nueva directora de los museos de la Fundación Gala-Dalí, cargo en que sustituía al artista Antoni Pitxot, fallecido cinco meses antes, manteniendo su responsabilidad del Centro de Estudios. En su cargo es responsable del Teatro-Museo de Figueres, de la Casa Dalí de Portlligat y del Castillo de Púbol, los tres espacios que forman el llamado triángulo daliniano.